# 배틀 로열 게임
배틀 로얄 게임(영어: battle royale game)은 온라인 다인용 비디오 게임 장르로, 최후의 1인 플레이와 생존, 탐험, 수색 요소를 결합한다. 배틀 로얄 게임은 수십 명에서 수백 명의 플레이어가 최소한의 장비로 시작하여 점점 줄어드는 "안전 지대" 밖에 갇히는 것을 피하면서 다른 모든 상대를 제거해야 하며, 최후의 1인 또는 팀이 승자가 된다.
장르 이름은 2000년 일본 영화 배틀 로얄에서 따왔는데, 이 영화는 동명의 소설을 원작으로 하며, 줄어드는 플레이 존에서 최후의 1인 경쟁이라는 유사한 테마를 제시한다. 이 장르의 기원은 2010년대 초반 마인크래프트와 아르마 2와 같은 대규모 온라인 생존 게임을 위한 모드에서 시작되었다. 10년대 말에는 이 장르가 문화 현상이 되었으며, PUBG: 배틀그라운드 (2017), 포트나이트 배틀로얄 (2017), 에이펙스 레전드 (2019) 및 콜 오브 듀티: 워존 (2020)과 같은 독립형 게임은 출시 몇 달 만에 수천만 명의 플레이어를 확보했다.

## 개념
배틀 로얄 게임은 많은 개인 플레이어, 두 명의 플레이어 쌍 또는 소규모 분대(일반적으로 3-5명의 플레이어) 간에 플레이된다. 각 경기에서 목표는 다른 모든 상대를 제거하여 최후의 플레이어 또는 팀이 되는 것이다. 경기는 일반적으로 모든 플레이어가 짧은 시간 제한 내에 대형 항공기에서 스카이다이빙하여 플레이어 캐릭터를 넓은 지도 공간에 배치하는 것으로 시작한다. 지도는 무작위로 분포될 수도 있고 플레이어가 시작 위치를 어느 정도 제어할 수 있도록 할 수도 있다. 모든 플레이어는 최소한의 장비로 시작하며, 시작 시 어떤 플레이어도 암묵적인 이점을 가지지 않는다. 일반적으로 전투, 생존 또는 운송에 사용되는 장비는 지도에 무작위로 흩어져 있으며, 종종 유령 도시의 건물 내부와 같은 지도의 랜드마크에 위치한다. 플레이어는 지도에서 이러한 아이템을 찾아야 하며, 화면이나 지도에서 시각적으로 표시되거나 구별할 수 없는 다른 플레이어에게 죽임을 당하는 것을 피해야 한다. 제거된 플레이어의 장비도 일반적으로 전리품으로 획득할 수 있다. 이 게임들은 종종 게임이 진행됨에 따라 상대방을 더 가깝게 밀어붙이는 메커니즘을 포함하는데, 일반적으로 점진적으로 줄어드는 안전 지대의 형태로 나타나며, 구역 밖에 있는 플레이어는 제거된다.
일반적으로 배틀 로얄 참가자는 하나의 생명만 주어지며, 죽은 플레이어는 거의 부활할 수 없다. 팀 지원이 있는 게임은 체력이 소진되면 플레이어가 일시적인 빈사 상태에 들어갈 수 있도록 하여, 아군이 제거되기 전에 그들을 부활시킬 기회를 제공할 수 있다. 한 플레이어 또는 팀만 남으면 경기는 끝나며, 게임은 일반적으로 생존 시간에 따라 모든 플레이어에게 인게임 통화와 같은 보상을 제공하여 치장 아이템에 사용할 수 있도록 한다. 시작 지점, 아이템 배치, 안전 구역 축소의 무작위성은 배틀 로얄 장르가 플레이어에게 빠르게 생각하고 반응하며, 최후의 1인/팀이 되기 위해 경기 내내 전략을 개선하도록 도전하게 한다. 독립형 게임 외에도 배틀 로얄 개념은 더 큰 게임 내 여러 게임 모드 중 하나로 존재하거나, 다른 게임을 위해 사용자가 만든 모드로 적용될 수도 있다.

## 역사
배틀 로얄 장르의 형성적 요소는 2010년대 이전에 존재했다. 최후의 1인 규칙을 특징으로 하는 게임 플레이 모드는 1990년대의 봄버맨부터 멀티플레이어 온라인 액션 게임의 빈번한 주류였다. 넓은 오픈 월드 지도에서 수색하고 생존하는 요소는 생존 게임을 통해 대중화되었다.
2000년 일본 영화 배틀 로얄과 함께 다카미 고슌의 1999년 동명 소설 및 2000년 만화 각색판은 최후의 1인이 남을 때까지 플레이어가 서로를 죽여야 하는 것, 줄어드는 지도에서 게임플레이가 진행되는 것, 무기와 아이템을 수색해야 하는 것 등 장르의 기본 규칙을 설정했다. 곧 간츠 (2000), 미래일기 (2006), BTOOOM! (2009)와 같은 배틀 로얄 테마의 일본 만화와 애니메이션의 물결을 촉발했다. 가상 배틀 로얄 비디오 게임은 Btooom!에서 묘사되었고, 라이트 노벨 시리즈 소드 아트 온라인 (2010년 출판)의 팬텀 불릿(건 게일 온라인) 아크에서는 "불릿 오브 불릿츠" 토너먼트로 묘사되었다.
배틀 로얄 공식을 비디오 게임으로 처음 시도한 것은 스토리텔링과 퍼즐 해결에 초점을 맞춘 일본 비주얼 노벨 게임인 쓰르라미 울 적에 (2002), 극한탈출 (2009), 단간론파 (2010)의 형태였다. 그러나 이 비주얼 노벨 게임들은 나중에 서양 개발자들이 배틀 로얄 공식을 슈터 게임 형식으로 각색하면서 배틀 로얄 게임으로 알려지게 된 장르와는 다르다.

### 초기 모드 및 게임 (2012–2016)
배틀 로얄과 유사한 전제를 가진 2012년 영화 헝거 게임이 개봉된 직후, 헝거 게임(나중에 서바이벌 게임으로 변경됨)이라는 서버 플러그인이 마인크래프트용으로 개발되었다. 서바이벌 게임은 영화에서 영감을 받아, 처음에는 플레이어를 장비 상자 세트 근처 지도의 중앙에 배치한다. 게임이 시작되면 플레이어는 중앙 자원을 놓고 경쟁하거나 플레이 영역에 흩어져 있는 상자에 저장된 아이템을 찾기 위해 흩어질 수 있다. 죽은 플레이어는 제거되며, 마지막으로 살아남은 플레이어가 경기를 이긴다.
2012년 8월 출시된 ARMA 2의 모드인 데이Z에서, 플레이어는 다양한 위험으로 가득 찬 지속적인 샌드박스에서 생존을 위한 기본적인 필수품을 얻기 위해 서로 협력하거나 싸운다. 이 모드는 플레이어 대 플레이어 대결을 포함하도록 설계되었지만, 일반적으로 게임 맵의 크기와 게임 세계의 지속성으로 인해 이러한 이벤트는 드물었다. 이로 인해 최종 승자를 결정하기 위해 플레이어 간의 빈번한 적대적 상호 작용에 초점을 맞추기 위해 DayZ의 개방성을 희생하는 게임 모드의 개발로 이어졌다.
가장 영향력 있는 배틀 로얄 모드는 "PlayerUnknown"이라는 온라인 별명으로 알려진 브렌던 그린이 만들었으며, 그의 DayZ 배틀 로얄 모드는 2013년에 처음 출시되었다. 이 모드는 배틀 로얄에서 직접 영감을 받았으며, 게임이 진행됨에 따라 플레이어를 더 가까이 몰아넣는 줄어드는 플레이 존과 같은 영화의 개념을 도입한다. 헝거 게임에서 영감을 받은 모드와 대조적으로, 그린의 모드는 맵 주변에 무작위로 흩어져 있는 무기를 포함했다. 그린은 2014년에 ARMA 3용으로 이 모드를 재현했으며, H1Z1: King of the Kill의 컨설턴트로 그의 형식을 계속 사용했다. 그는 나중에 블루홀의 크리에이티브 개발자가 되어 그의 배틀 로얄 장르 비전을 담은 독립형 게임을 만들었고, 이 게임은 나중에 PUBG: 배틀그라운드로 출시되었다.
다른 개발사의 게임들은 많이 플레이된 배틀 로얄 스타일 모드와 헝거 게임 영화 시리즈의 인기로부터 영감을 받았다. 스튜디오 와일드카드의 아크 서바이벌 이볼브드는 2015년 7월 "Survival of the Fittest" 모드를 도입했는데, 이는 E스포츠 토너먼트용으로 고안되었다. 이 모드는 2016년 동안 일시적으로 자체 무료 플레이 게임으로 분리되었다가, 개발자들이 전체 게임의 유지 보수를 용이하게 하기 위해 다시 본 게임에 통합하기로 결정했다.
2016년, 2009년 만화 Btooom을 기반으로 한 배틀 로얄 모바일 게임인 Btooom Online이 일본에서 개발 및 출시되었다. 일본 모바일 차트에서 초기 성공에도 불구하고, Btooom Online은 궁극적으로 일본에서 상업적으로 실패했다.

### 독립형 게임 형성 (2017–2018)
배틀 로얄 장르의 형성 요소는 2017년 이전에 확립되었지만, 2017년과 2018년에 걸쳐 PUBG: 배틀그라운드와 포트나이트 배틀로얄이라는 두 가지 주요 타이틀을 통해 장르가 크게 성장했다. 두 게임 모두 단기간에 수천만 명의 플레이어를 끌어모으며 상업적으로 성공했고, 이는 장르의 미래 성장을 이끌었다. 이 두 타이틀보다 먼저 출시된 H1Z1: King of the Kill은 2017년 초까지 컴퓨터 게임 플랫폼 스팀에서 가장 많이 플레이되는 게임 중 하나였지만, 플레이어 기반을 유지하지 못했다.
PUBG: 배틀그라운드가 첫 배틀 로얄 게임은 아니었지만, 2017년 3월 앞서 해보기로 출시되면서 큰 주목을 받았고, 연말까지 2천만 장 이상 판매되어, 이 장르의 정의적인 게임으로 여겨진다. 2017년 9월, 이 게임은 스팀 동시 접속자 수 최고 기록을 경신하며 130만 명 이상의 사용자가 동시에 게임을 플레이했다. 배틀그라운드의 폭발적인 성장과 배틀 로얄 장르의 확립은 2017년 비디오 게임 산업의 주요 트렌드 중 하나로 간주되었다. 배틀그라운드 출시 직후 중국에서는 배틀그라운드의 근본적인 게임플레이를 복제한 수많은 게임이 등장했다.
에픽게임즈는 배틀그라운드 출시 직전 협동 생존 게임인 포트나이트를 앞서 해보기로 출시했다. 에픽은 자체 배틀 로얄 모드를 만들 가능성을 보았고, 2017년 9월에는 메인 포트나이트 게임의 일부 생존 요소와 메커니즘을 배틀 로얄 게임플레이 개념과 결합한 무료 플레이 포트나이트 배틀로얄을 출시했다. 이 게임은 배틀그라운드와 유사한 플레이어 수를 기록했으며, 2017년 11월에는 에픽게임즈가 2천만 명의 고유 플레이어를 보고했다. 블루홀은 이 움직임에 대해 우려를 표명했는데, 포트나이트 배틀 로얄이 배틀그라운드의 클론이어서가 아니라, 배틀그라운드의 언리얼 엔진 기술 지원을 위해 에픽게임즈와 협력하고 있었기 때문에, 포트나이트가 블루홀이 배틀그라운드에서 출시할 계획인 기능을 먼저 포함할 수 있을까 봐 걱정했다. 배틀그라운드 개발사인 PUBG Corporation은 2018년 1월 한국에서 포트나이트 배틀 로얄이 배틀그라운드의 저작권을 침해했다고 주장하며 에픽게임즈를 상대로 소송을 제기했다. 시장 관찰자들은 배틀그라운드가 배틀 로얄에서 파생된 것이기 때문에 법원에서 PUBG의 독창성을 입증하기 어려워 블루홀이 소송에서 이길 가능성이 거의 없다고 예측했다. 2018년 6월 말, 소송은 공개되지 않은 이유로 PUBG에 의해 종결되었다.
2018년, 포트나이트 배틀 로얄은 플레이어 수에서 배틀그라운드에 필적했으며, 수익에서는 이를 넘어섰는데, 이는 무료 플레이 비즈니스 모델과 크로스 플랫폼 지원, 그리고 캐주얼 플레이어에게 접근성이 높았기 때문으로 분석되었다. 배틀그라운드 개발자 브렌던 그린은 포트나이트가 배틀 로얄 장르를 더욱 성장시켰다고 평가했다. 타일러 "닌자" 블레빈스가 드레이크, 주주 스미스슈스터 및 트래비스 스콧과 함께 스트리밍을 한 후, 이 게임의 주류 인기는 더욱 증가했다. 이는 트위치 동시 시청자 수 기록을 세웠다. 이 게임은 1월에 총 4천 5백만 명의 플레이어 기반을 확보했으며, 2월에는 340만 명의 동시 접속자를 기록했다. 폴리곤은 이 게임을 "2018년의 가장 큰 게임"이자 "진정한 문화 현상"이라고 불렀으며, "NFL 선수부터 유명 배우까지 모두" 이 게임을 플레이한다고 언급했다. 여기에는 레드삭스 선수 잰더 보가츠와 바이에른 뮌헨 유소년 팀이 게임의 세리머니를 차용하는 것이 포함되었다. 그러나 아시아에서는 PUBG가 가장 인기 있는 배틀 로얄 게임으로 남아있었다.
2017년에 출시된 다른 인기 배틀 로얄 게임으로는 넷이즈의 두 타이틀인 룰즈 오브 서바이벌과 모바일 게임 Knives Out, 그리고 가레나의 모바일 게임 가레나 프리 파이어가 있으며, 이는 2021년 기준 일일 활성 플레이어가 1억 5천만 명 이상이었다. 이 모든 게임들은 2018년까지 수억 건의 다운로드를 기록했으며, 대부분 아시아에서였다.

### 주류 인기 (2018년–현재)
배틀그라운드와 포트나이트의 성공으로 배틀 로얄 장르는 크게 확장되었다. Electronic Arts, Activision, 그리고 Ubisoft과 같은 주요 퍼블리셔들은 성장하는 장르가 그들의 미래 계획과 전체 산업에 미치는 영향을 인정했다. 액티비전의 콜 오브 듀티 시리즈는 2018년작인 콜 오브 듀티: 블랙 옵스 4에 블랙아웃이라는 배틀 로얄 모드를 포함시켰고, EA의 배틀필드 V도 마찬가지였다. 다른 기존 게임들도 업데이트를 통해 배틀 로얄에서 영감을 받은 게임 모드를 추가했는데, 예를 들어 그랜드 테프트 오토 온라인, 팔라딘스, 도타 2, 배틀라이트, 그리고 카운터-스트라이크: 글로벌 오펜시브 등이 있다. 2019년 2월, EA는 무료 플레이 에이펙스 레전드를 출시했으며, 한 달 만에 5천만 계정을 돌파했다. 콜 오브 듀티 프랜차이즈의 두 번째 주요 배틀 로얄 게임인 콜 오브 듀티: 워존은 2020년 3월에 콜 오브 듀티: 모던 워페어 비디오 게임의 일부로 출시되었지만, 구매할 필요는 없었다. 이 게임은 출시 첫 달에 5천만 명 이상의 플레이어를 기록했다.
배틀 로얄 메커니즘은 일반적으로 슈팅 게임과 관련이 없는 장르의 게임에서도 사용되었다. 2019년 닌텐도 스위치 게임 테트리스 99에서는 99명의 플레이어가 동시에 테트리스 게임에서 경쟁한다. 플레이어는 각 줄을 완성할 때마다 다른 플레이어에게 "공격"을 지시하고 마지막으로 살아남은 플레이어가 되려고 시도한다. 테트리스 99는 스위치 게임인 슈퍼 마리오브라더스 35, 팩맨 99, 그리고 F-Zero 99의 템플릿 역할을 했다. 블리자드 엔터테인먼트는 디지털 카드 게임 하스스톤에 배틀 로얄에서 영감을 받은 "전장" 모드를 추가했는데, 8명의 플레이어가 여러 라운드의 드래프트를 통해 새로운 카드를 뽑고 일대일 대결에서 승리하기 위해 경쟁한다. 플레이그라운드 게임스의 레이싱 게임 포르자 호라이즌 4는 "더 엘리미네이터"라는 배틀 로얄 모드를 추가했는데, 플레이어는 모두 같은 차로 시작하지만 다른 플레이어를 이기고 맵 주변에서 "드롭"을 발견함으로써 업그레이드를 얻을 수 있다. 마이크로소프트는 2021년에 이 모드가 게임에서 가장 인기 있는 멀티플레이어 모드라고 밝혔다. 배블 로얄은 프랭크 랜츠가 개발한 게임으로, 스크래블을 기반으로 한 단어 기반 배틀 로얄 게임이다.
2019년 12월 기준, 수십 개의 배틀 로얄 게임이 출시되었지만, 멀티플레이어 온라인 배틀 아레나 장르와 마찬가지로, 동시에 광범위한 인기를 유지하는 타이틀은 두세 개뿐이었다. 다른 게임과 배틀 로얄 모드들은 잠시 인기를 얻었다가 동시 접속자 수가 감소하고 플레이어들이 포트나이트나 배틀그라운드로 돌아갔으며, 에이펙스 레전드만이 그해 새로 성공한 배틀 로얄 게임이었다. 다른 멀티플레이어 전용 게임과 달리, 단일 배틀 로얄 경기에서 일반적으로 많은 수의 플레이어가 참여하기 때문에 합리적인 시간 내에 매치메이킹 로비를 채우기 위해서는 상당한 동시 접속자 기반이 필요하다. 자비안트 스튜디오의 The Culling은 2016년 앞서 해보기로 출시되었으며, 16명의 플레이어를 위한 스트리밍 친화적 배틀 로얄 모드로 설계되었다. 그러나 배틀그라운드 출시 이후 The Culling은 플레이어 기반을 크게 잃었고, 자비안트는 게임의 정식 버전을 출시한 지 불과 몇 달 만에 추가 개발을 중단한다고 발표했다. 보스 키 프로덕션의 Radical Heights는 2018년 4월에 출시되었지만 2주 만에 플레이어 기반의 80%를 잃었다. 아웃포스트 게임즈가 2017년 12월에 출시한 배틀 로얄 게임 SOS는 2018년 5월까지 플레이어 수가 두 자릿수로 떨어졌고, 아웃포스트는 2018년 11월까지 게임 서비스 종료를 발표했다. 2018년 E3에서 여러 주요 배틀 로얄 발표가 있었지만, 2019년 전시회에는 폴아웃 76의 배틀 로얄 모드만 등장했다.
2017년 10월, 중국 정부는 오디오, 비디오 및 수치 출판 협회를 통해 배틀 로얄 게임이 너무 폭력적이며 "사회주의 가치에서 벗어나 젊은 소비자에게 해롭다"고 간주하여 시민들의 배틀 로얄 게임 플레이를 만류할 것이라고 밝혔다. 서구 게임 출판물들은 정부의 입장이 중국 내에서 배틀 로얄 게임을 출판하기 어렵거나 불가능하게 만들 것이라고 추측했다. 2017년 11월, PUBG Corporation은 중국에서 배틀그라운드를 출판하기 위해 텐센트와 파트너십을 발표하며, 중국의 규제와 검열을 만족시키기 위해 게임 내에서 "사회주의 핵심 가치, 중국 전통 문화 및 도덕 규칙에 부합하도록" 일부 변경을 가했다. 그러나 2018년 중반, 중국 정부는 중국에서 출판될 게임의 검토 및 분류 방식을 개편했고, 2018년 12월 새로운 온라인 윤리 검토 위원회 설립 이후, 포트나이트와 PUBG를 포함한 여러 배틀 로얄 타이틀이 금지 목록에 올랐다. PUBG Corporation이 텐센트와 함께 중국 출시를 추진하는 동안, 배틀그라운드의 수많은 클론이 중국에서 출시되었다.

## 영향
배틀 로얄 장르의 빠른 성장과 성공은 여러 요인에 기인한다. 모든 플레이어가 동일한 취약한 상태에서 시작하여 플레이어에게 내재된 이점을 없애는 방식과, 관전 E스포츠에 적합하다는 점 등이 그 요인이다. 다른 요인으로는 포트나이트 배틀 로얄이 무료이고 컴퓨터, 콘솔, 모바일 장치에서 모두 사용할 수 있다는 점과 같은 특정 게임의 비즈니스 모델도 있다. 유타 대학교 교수는 또한 배틀 로얄 게임이 기존 비디오 게임보다 인간 동기를 설명하는 도식인 매슬로의 욕구단계설의 요소를 더 많이 실현한다고 본다. 매슬로의 욕구단계설 중 가장 낮은 단계인 생리적 욕구와 안전 욕구는 배틀 로얄의 생존 요소에 의해 충족되며, 사랑/소속감 및 존중 욕구는 배틀 로얄이 필연적으로 사회적이고 경쟁적인 게임이기 때문에 발생하고, 자기실현의 최종 단계는 게임에서 숙련되어 자주 승리하는 것에서 온다.
비즈니스 인사이더는 배틀 로얄 게임이 2018년에만 US$20억 이상을 벌어들이고, 2019년 말까지 총 US$200억을 창출할 것으로 예상했다. 슈퍼데이터 리서치는 2018년에 최고 수익을 올린 배틀 로얄 게임 세 가지(포트나이트, PUBG, 콜 오브 듀티: 블랙 옵스 4)가 그해 총 US$40억에 가까운 디지털 수익을 창출했다고 보고했다. 슈퍼데이터 리서치는 2020년에 최고 수익을 올린 배틀 로얄 게임 네 가지(배틀그라운드 모바일, 가레나 프리 파이어, 콜 오브 듀티: 워존, 포트나이트)가 그해 총 US$70억 이상의 전 세계 디지털 수익을 창출했다고 보고했다. 포트나이트는 2019년까지 전 세계적으로 US$90억 이상을 벌어들였고, 배틀그라운드 모바일은 2022년 초까지 US$80억 이상을 벌어들였다.
센서 타워는 2018년 가장 많이 다운로드된 모바일 배틀 로얄 게임 상위 3개(배틀그라운드 모바일, 가레나 프리 파이어, 포트나이트)가 그해 총 5억 회 이상 다운로드되었다고 보고했다. 2020년 기준, 가장 많이 플레이되는 배틀 로얄 게임으로는 6억 명의 플레이어를 보유한 배틀그라운드 모바일, 3억 5천만 명의 플레이어를 보유한 포트나이트, 2억 5천만 명 이상의 플레이어를 보유한 넷이즈의 모바일 게임 Knives Out, 2억 3천만 명의 플레이어를 보유한 룰즈 오브 서바이벌, 그리고 1억 8천만 명 이상의 플레이어를 보유한 가레나 프리 파이어가 있다.
게이밍 헤드폰 및 마이크 제조업체인 터틀 비치 코퍼레이션은 2018년 2분기 순수익이 2017년 같은 분기에 비해 200% 이상 증가했다고 보고했으며, 이를 배틀 로얄 장르의 인기에 기인한다고 밝혔다.
2022년 일본 학생들을 대상으로 실시된 온라인 게임 정기 플레이에 대한 연구에서 배틀 로얄 게임 플레이가 게임 중독 및 성취감 부족과 통계적으로 유의미한 상관 관계를 보이는 것으로 나타났다. 이 연구는 또한 배틀 로얄 장르가 다른 E스포츠 장르보다 더 많은 관심을 필요로 하며, 특히 공격적인 감정과의 연관성에 주목해야 한다고 시사했다.